# Остановочный пункт 2639 км
Остановочный пункт 2639 км (каз. Аялдау стансасы 2639 км) — населённый пункт в Северо-Казахстанской области Казахстана. Находится в подчинении городской администрации Петропавловска. Код КАТО — 591000700.

## Население
В 1999 году население населённого пункта составляло 146 человек (79 мужчин и 67 женщин). По данным переписи 2009 года, в населённом пункте проживали 122 человека (61 мужчина и 61 женщина).